# 広島県立上下高等学校
広島県立上下高等学校（ひろしまけんりつじょうげこうとうがっこう）は、広島県府中市上下町にある県立の高等学校。

## 概要
歴史
1920年（大正9年）創立の農学校と高等女学校を前身とする。1948年（昭和23年）の学制改革により、それぞれ新制高等学校に移行。翌1949年（昭和24年）には両校が統合された。かつては総領分校や定時制や各種の学科も開設していたが、現在では過疎化の進行に伴い廃止され、全日制普通科のみとなっている。2020年（令和2年）に創立100周年を迎えた。
設置課程・学科
全日制課程 普通科
校訓
「真・善・美　－大いなる未来のぞまむ－」
校章
中央に「高」の文字を置いている。
校歌
作詞は草野心平、作曲は伊藤翁介による。歌詞は3番まであり、各番に校名の「上下」が登場する。

## 沿革
農学校
- 1920年（大正9年）11月16日 - 「広島県甲奴郡立第一高等実業補習学校」として設置が認可される。
- 1923年（大正12年）2月23日 - 「広島県上下町他五ヵ村組合立甲奴農業専修学校」と改称。
- 1926年（大正15年）7月1日 - 「広島県上下農学校」に改称。
- 1927年（昭和2年）4月1日 - 移管により「広島県立上下農学校」に改称。
- 1946年（昭和21年）4月 - 修業年限が5年となる。
- 1947年（昭和22年）4月1日 - 学制改革（六・三制）が行われる。
  - 農学校としての募集を停止。
  - 新制中学校を併設し（以下・併設中学校）、農学校1・2年修了者を新制中学校2・3年生として収容。
  - 併設中学校は経過措置としてあくまで暫定的に設置されたため、新たに募集は行われず、在校生が2・3年生のみの中学校であった。
  - 農学校3・4年修了者はそのまま農学校4・5年生として在籍（ただし4年修了時点で卒業することもできた）。
- 1948年（昭和23年）
  - 5月3日 - 学制改革により農学校が廃止され、新制高等学校「広島県上下農林高等学校」が発足。通常制農業課程（農業科・畜産科）を設置。
    - 農学校卒業者（5年修了者）を新制高校3年生、農学校4年修了者を新制高校2年生、併設中学校卒業者（3年修了者）を新制高校1年生として収容。
    - 併設中学校の在校生が1946年（昭和16年）に高等女学校へ入学した3年生のみとなる。

  - 7月19日 - 定時制課程を設置。広定分校（定時制）を設置。

高等女学校
- 1920年（大正9年）6月28日 - 「広島県甲奴郡実科高等女学校」の設置が認可される。
- 1923年（大正12年）4月1日 - 移管により「広島県立上下高等女学校」に改称。
- 1946年（昭和21年）4月 - 修業年限が5年となる。
- 1947年（昭和22年）4月1日 - 学制改革（六・三制）が行われる。
  - 高等女学校としての募集を停止。
  - 新制中学校を併設し（以下・併設中学校）、高等女学校1・2年修了者を新制中学校2・3年生として収容。
  - 併設中学校は経過措置としてあくまで暫定的に設置されたため、新たに募集は行われず、在校生が2・3年生のみの中学校であった。
  - 高等女学校3・4年修了者はそのまま高等女学校4・5年生として在籍（ただし4年修了時点で卒業することもできた）。
- 1948年（昭和23年）
  - 5月3日 - 学制改革により高等女学校が廃止され、新制高等学校「広島県立上下高等学校」が発足。通常制普通課程・生活課程を設置。 
    - 高等女学校卒業者（5年修了者）を新制高校3年生、高等女学校4年修了者を新制高校2年生、併設中学校卒業者（3年修了者）を新制高校1年生として収容。
    - 併設中学校の在校生が1946年（昭和16年）に高等女学校へ入学した3年生のみとなる。

  - 9月1日 - 田総分校（定時制）を設置。
- 1949年（昭和24年）3月31日 - 併設中学校を廃止。

新制高等学校（男女共学）
- 1948年（昭和24年）
  - 4月30日 - 高校三原則に基づく公立高等学校再編により、上記の2校が統合され、総合制の「広島県上下高等学校」が発足。男女共学を開始。
    - 通常制（全日制）普通課程・農業課程（農業科・畜産課）・生活課程（家政科）を設置し、修業年限を3年とする。　
    - 定時制（昼間）被服課程・農業課程、定時制田総分校、定時制広定分校を設置し、修業年限を4年とする。
    - 初代校長に鈴木保が就任。

  - 5月9日 - 開校式を挙行。
  - 5月12日 - 定時制清岳分校を設置。
- 1951年（昭和26年）9月 - 運動場が完成。
- 1952年（昭和27年）7月31日 - 清岳分校を廃止。
- 1956年（昭和31年）4月1日 - 田総分校を「総領分校」と改称。
- 1957年（昭和32年）
  - 2月1日 - 広定分校の募集を停止。
  - 3月2日 - 総領分校の新校舎が完成。
  - 4月1日 - 校歌を制定。
- 1960年（昭和35年）3月31日 - 本校定時制課程を廃止。
- 1961年（昭和36年）8月9日 - 体育館兼講堂が完成。
- 1963年（昭和38年）3月31日 - 畜産科を廃止。
- 1964年（昭和38年）4月1日 - 総領分校家政科の募集を停止。
- 1965年（昭和40年）
  - 3月 - 屋内体操場と普通教室（6教室）が完成。
  - 3月31日 - 農業科を廃止。
- 1966年（昭和41年）2月 - 普通教室（3教室）が完成。
- 1968年（昭和43年）
  - 4月 - 普通教室（9教室）が完成。
  - 10月1日 - 「広島県立上下高等学校」（現校名）に改称（県の後に「立」が付される）。
- 1969年（昭和44年）4月1日 - 総領分校を定時制から全日制に転換。
- 1970年（昭和45年）12月 - 格技場が完成。
- 1971年（昭和46年）9月 - 上高会館（同窓会館）が完成。
- 1974年（昭和49年）
  - 3月30日 - 新校舎が完成。
  - 3月31日 - 総領分校を廃止。
- 1977年（昭和52年）9月 - 本館（第一期工事）が完成。
- 1978年（昭和53年）5月 - 本館（第二期工事）が完成。
- 1979年（昭和54年）7月 - 本館（第三期工事）が完成。
- 1980年（昭和55年）9月 - クラブハウスが完成。
- 1983年（昭和56年）3月31日 - 家政科を廃止。
- 1968年（昭和63年）10月 - 体育館兼講堂を解体。
- 1989年（平成元年）7月 - プールが完成。
- 1990年（平成2年）3月 - 新体育館兼講堂が完成。
- 1995年（平成7年）3月 - 部室が完成。
- 2012年（平成24年）- スクールキャラクター「あやめちゃん」が完成。
- 2013年（平成25年）- 42年ぶりに体育祭を復活。
- 2017年（平成29年）- 全国募集を開始。
- 2023年（令和5年）5月11日 - 当校が湯来南高校・西城紫水高校と共に、統廃合再編の検討対象に当てはまり、今夏に公表される2024年度の各校の生徒募集までに広島県教委がどう判断するかが焦点になる、と報じられた[1]。
- 2023年5月26日 - 本校で開かれた学校活性化地域協議会が、2024年度の全校生徒数が80人に達しない見通しとなり、広島県教育委員会は統廃合や再編を含めて同高の在り方の再検討を始め9月までに方針示す予定、と明らかにした[2]。
- 2023年7月20日、府中市北部地区町内会連合会は上下高校存続を求める要望書を広島県教育委員会に提出した。上下高校同窓会など4団体が1629筆分の署名を提出した[3]。
- 2023年8月17日 - 広島県教育委員会は来年度入学する生徒の募集は通常通り行う、と報じられた[4]。来年度は新たな基準の適用を見送ったうえで再来年度以降については引き続き対応を検討していく方向で調整を進めており、今年度中に新たな統廃合の基準を盛り込んだ基本計画の策定を目指したいとしている[4]。
- 2023年9月8日、広島県教育委員会 平川理恵教育長「学校のさらなる活性化が図られ、2023年度、一人でも多くの新入学生徒数を確保できるよう、学校の取り組みに支援したい」、また、あり方については、2023年度の新入生の数などを踏まえ検討する、と報じられた[5]。
- 広島県府中市は上下高校の生徒数確保に向けた支援策として通学費を補助する方針を固め、2024年度から全生徒を対象に、公共交通機関の定期代金の半額を補助し、公共交通を使わない場合は通学距離に応じた支援金を支給する予定[6]。

## 部活
生徒が好きなクラブをつくることができる。
- 運動部 - 野球部、陸上競技部、卓球部、バレーボール部
- 文化部 - 書道部、美術部、吹奏楽部、演劇部
- 同好会 - バスケットボール同好会、軽音楽同好会

## スクールキャラクター
- あやめちゃん（上下高校美術部部員考案）

## 入学準備支援金
2023年度入学の生徒に1人5万円の入学準備支援金を給付した。

## 今後
府中市は「高校は地元に欠かせない存在。子どもの学びの場所を残すために地域一帯で支援したい」とし、今後は上下高校で全国から生徒を募集するため、府中市は下宿先の整備予算を2023年度予算に計上、2024年度には県外募集を開始する予定。

## 著名な出身者
- 平幹二朗（俳優）
- 小掛照二（陸上競技）
- 曽根幹子（陸上競技）
- 田辺良平（郷土史家）
- 江草啓介（ジャズピアニスト）
- 川本翔大（自転車競技）

## 交通
最寄りの鉄道駅
- JR西日本 福塩線 「上下駅」